# (2778) Tangshan
(2778) Tangshan est un astéroïde de la ceinture principale.

## Description
(2778) Tangshan est un astéroïde de la ceinture principale. Il fut découvert le 14 décembre 1979 à Nanking par l'observatoire de la Montagne Pourpre. Il présente une orbite caractérisée par un demi-grand axe de 2,28 UA, une excentricité de 0,12 et une inclinaison de 4,6° par rapport à l'écliptique.

## Compléments